# Masueco
Masueco és un municipi de la província de Salamanca a la comunitat autònoma de Castella i Lleó. Limita amb Pereña de la Ribera i La Peña a l'Est, La Zarza de Pumareda i Cabeza del Caballo al Sud, Aldeadávila de la Ribera a l'Oest i Portugal al Nord.

## Demografia
| 1996 | 2001 | 2004 |
| ---- | ---- | ---- |
| 514  | 501  | 445  |